# Gallargues-le-Montueux
Gallargues-le-Montueux este o comună în departamentul Gard din sudul Franței. În 2009 avea o populație de 3.257 de locuitori.

## Evoluția populației
| An        | 1975  | 1982  | 1990  | 1999  | 2006  | 2009  |
| --------- | ----- | ----- | ----- | ----- | ----- | ----- |
| Populație | 1.324 | 1.633 | 1.988 | 2.303 | 3.002 | 3.257 |